# Bande dessinée de fantasy

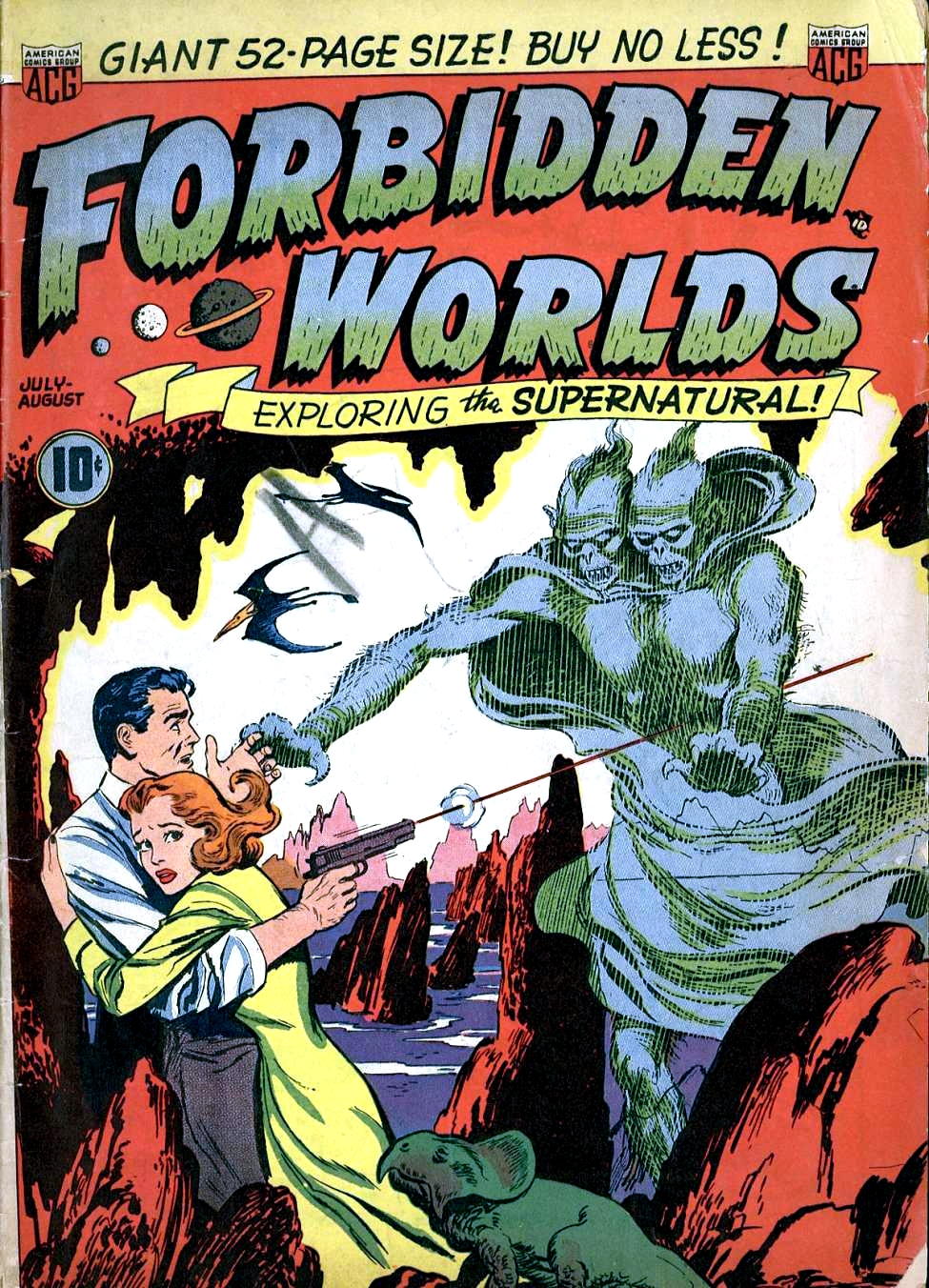
Couverture de Forbidden Worlds, exemple typique de bande dessinée de Fantasy.

La bande dessinée de fantasy, parfois abusivement appelée bande dessinée d'heroic-fantasy, est un genre de bande dessinée mettant en scène des éléments (évènements, personnages) partageant des caractéristiques communes au genre fantasy. Elles mettent généralement en scène des héros confrontés à des ennemis puissants dans un monde où la magie existe. Comme pour la fantasy présente dans d'autres arts, de nombreux sous-genre existent.